# Paul Gabriël
Paul Joseph Constantin Gabriël o Paul Gabriël (5 de julio de 1828 – 23 de agosto de 1903) fue un pintor, acuarelista, dibujante y grabador holandés integrante del movimiento pictórico conocido como Escuela de La Haya.

## Biografía
Gabriël nació en Ámsterdam el 5 de julio de 1828 y es hijo del escultor y pintor Paul Joseph Gabriël. De 1840 a 1843 estudió en la Academia Estatal de Bellas Artes en Ámsterdam donde fue pupilo de Louis Zocher. Los años siguientes los pasó en la ciudad alemana de Cleves lugar donde Barend Cornelis Koekkoek había fundado una academia de dibujo. Más tarde regresó a los Países Bajos y estudió con Cornelis Lieste en Haarlem. Aquí conoció a Anton Mauve con quien trabajaría a menudo.
En 1853 Gabriel se trasladó a Oosterbeek, también llamada la "Barbizon Holandesa" o "Barbizon del norte", donde alrededor del pintor paisajista Johannes Warnardus Bilders se habían congregado un grupo de jóvenes pintores que más tarde se convertirían en miembros de la Escuela de La Haya. En 1858 Gabriel introdujo en la zona a Mauve.
Cuando Gabriel volvió a Ámsterdam vivió momentos difíciles y se trasladó a Bruselas. Allí se hizo amigo de Willem Roelofs y pudo beneficiarse de la buena posición de Roelofs en el mundo artístico de Bélgica. También allí conoció a Hendrik Willem Mesdag, estudiante de Roelofs.
Gabriel fue también influenciado por la Escuela de Barbizon cuyos trabajos se exponían en Bruselas con regularidad. Animado por los consejos de Roelofs se convirtió en un buen pintor de paisajes. La pàleta que utilizaba era de colores claros alejándose de los tonos grises tan característicos de la Escuela de La Haya. Sus trabajos eran más una consecuencia del sol holandés en el paisaje que la sensación provocada por la atmósfera. Cuanto más observaba el paisaje de Holanda más colores percibía en él. Describía el campo holandés como... "colorido, jugoso y grueso" y llegó a decir: "Nuestra tierra no es gris, ni siquiera cuando el tiempo es gris".
De 1862 hacia delante, Gabriel se embarcó con regularidad en viajes de estudio por los Países Bajos. Primero a Arnhem y Oosterbeek, en 1866 a Veenendaal, en los setenta Abcoude y Vreeland y a partir de 1875 a los lagos alrededor de Nieuwkoop cerca de Noorden. En los ochenta pasó los veranos en Kortenhoef, Kampereiland y en Giethoorn y visitó Overijssel con Willem Bastiaan Tholen. En esa época se trasladó a Scheveningen donde compró una casa cerca de su pupilo Geesje Mesdag-van Calcar. Juntos pintaron bodegones de flores. 
En 1886 permanece con la familia Mesdag en su casa de Vries donde hace estudios de los campos. Es en este periodo que Gabriel recibe diversos reconocimientos en los Países Bajos y varios museos adquieren algunas de sus obras más importantes como "Alfarería en Kampen" adquirida por el museo Gemeentemuseum Den Haag de La Haya en 1890. 
En Kortenhoef uno de sus pupilos fue Bernard van Beek.
Gabriel murió el 23 de agosto de 1903 en su casa de Scheveningen.

## Selección de obras

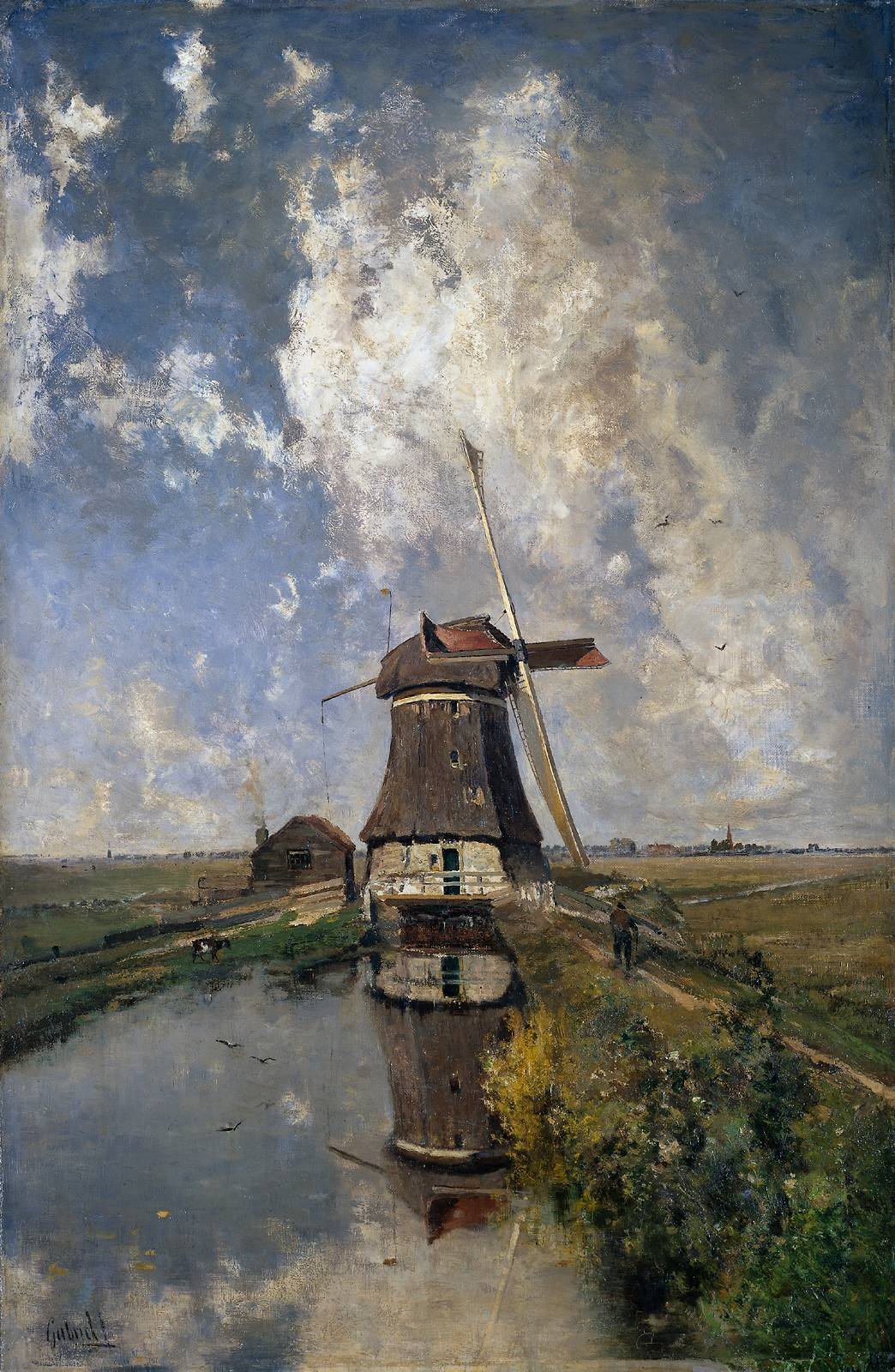
En el mes de julio
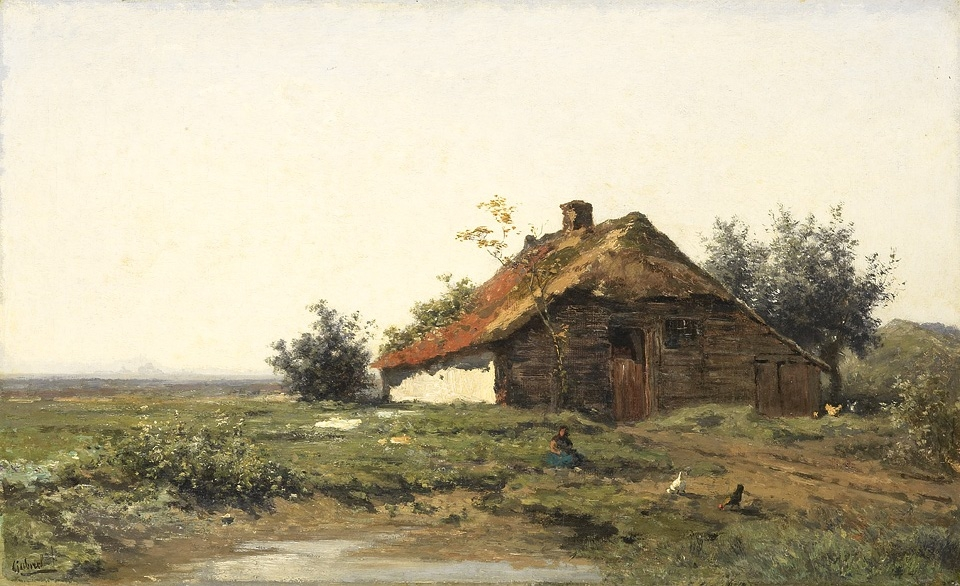
Granja en el campo
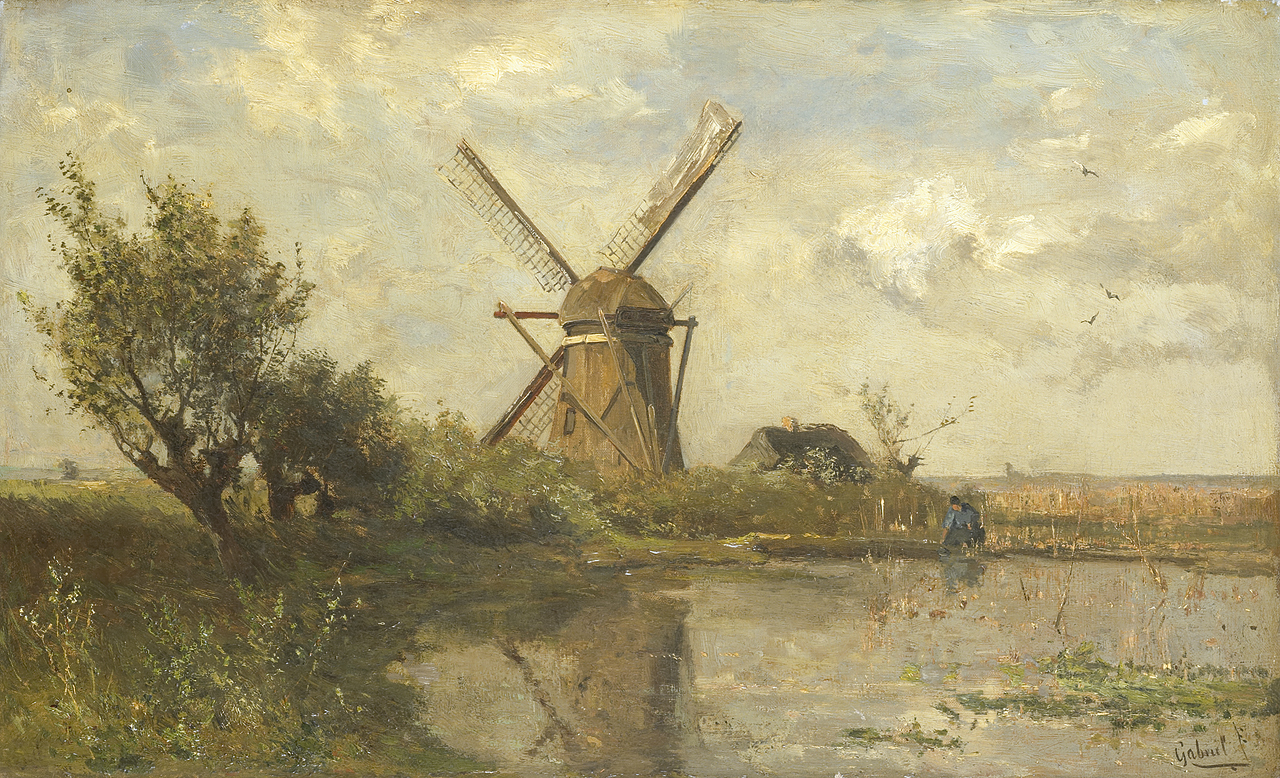
Molino sobre lago
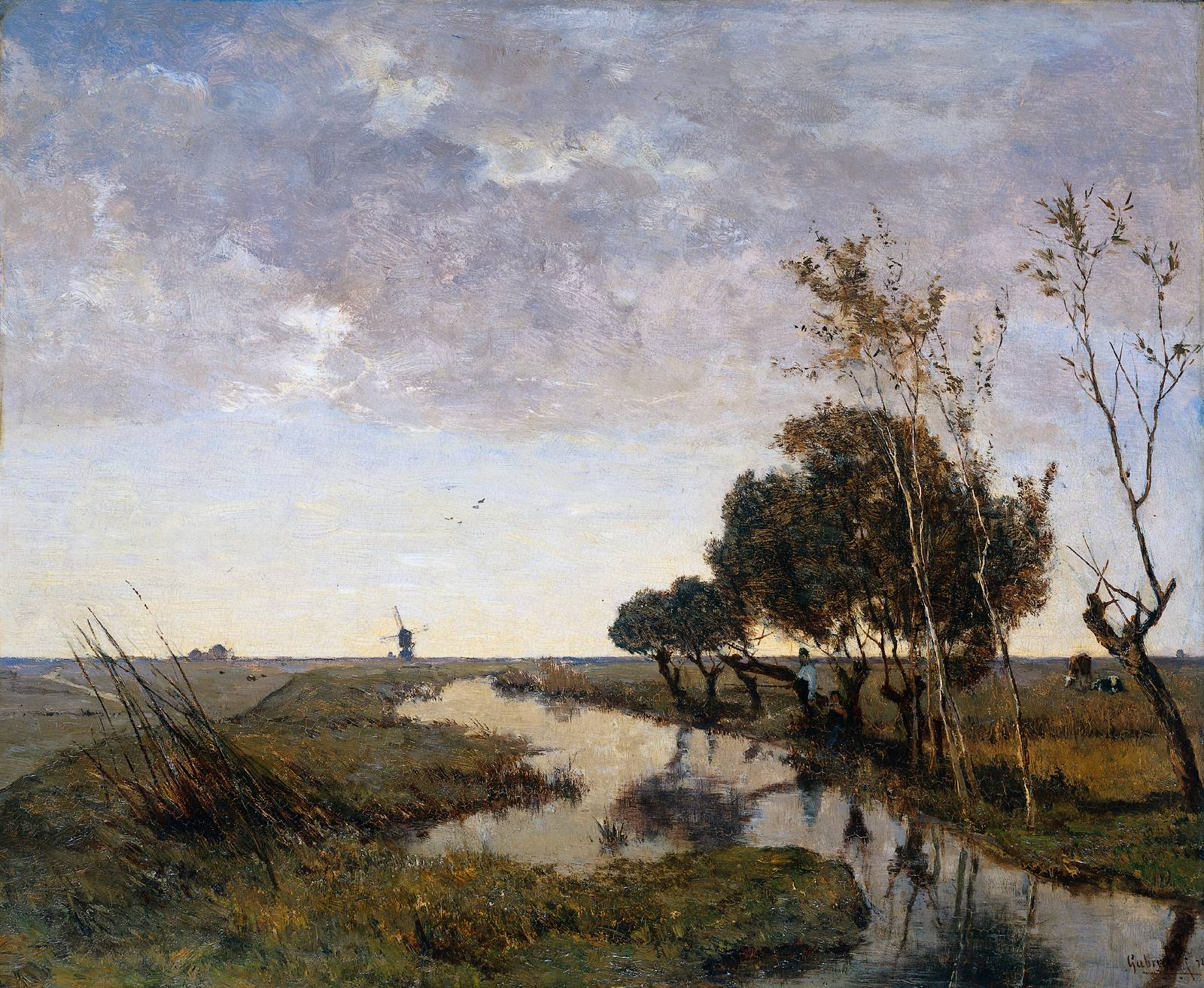
Acuarela en Abcoude

## Museos con sus pinturas
- Rijksmuseum, Ámsterdam
- Rijksmuseum Paleis het Loo, Apeldorn
- Gemeentemuseum, Arnheim
- Dordrechtsmuseum, Dordrecht
- Rijksmuseum Twenthe, Enschede
- Stedelijk Museum, Enschede
- Stedelijk Museum, Gouda
- Groninger Museum, Groningen
- Teyler Museum, Haarlem
- Van Rede Bequest, The Hague
- Museum Mesdag, The Hague
- Stadthuis, The Hague,
- Kasteel het Nuijenhuis, Heino
- Singer Museum, Laren
- Zeeuws Museum, Middelburg
- Jan Cunem Museum, Oss
- Rijksmuseum Kröller-Müller, Otterlo
- Museum Boymans-van Beuningen, Róterdam
- Raadhuis, Vorden